# Rare Book Room
Rare Book Room est une bibliothèque numérique offrant l'accès à des livres rares et anciens numérisés.

## Historique
Depuis 1996, la Société Octavo basée en Californie a commencé à scanner des livres rares et importants des bibliothèques du monde entier. L' analyse des documents était  en très haute résolution utilisant un équipement standard sophistiqué à l'époque, avec certaines pages dépassant 200 Mo chacune. Ces documents étaient en vente sur  CD-ROM par la Société Octavo.
En 2006, le site Web "Rare Book Room" a été créé,  il contient une collection complète en résolution moyenne et il est disponible gratuitement au public via un navigateur sur Internet ou en tant que fichier PDF. Certaines versions haute résolution sont toujours vendues par Octavo via un site Web séparément. Plus de 400 livres ont été scannés depuis 2007.

## Collection

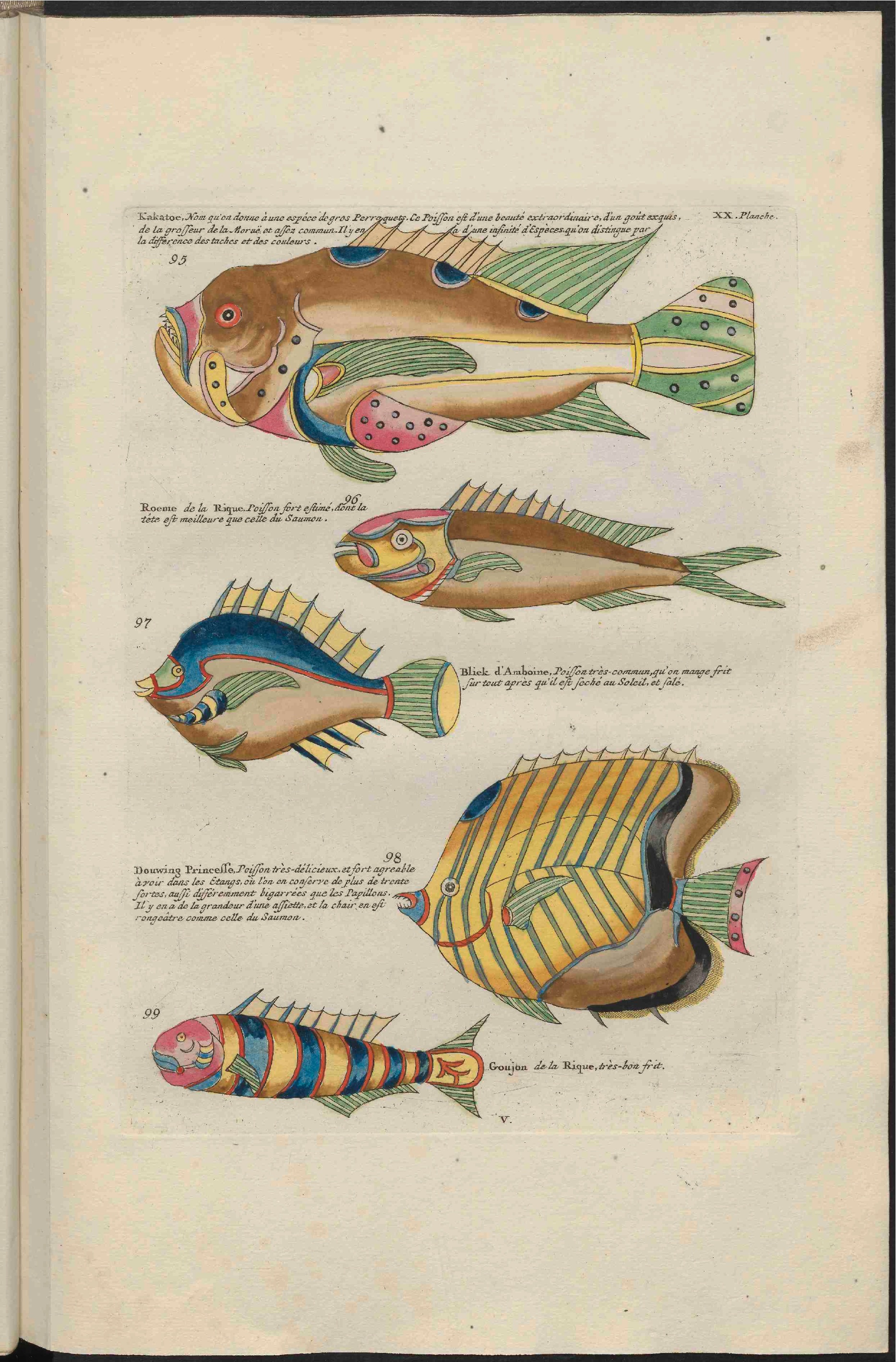
Louis Renard - Historie Naturelle

La collection comprend des livres numériques des auteurs suivants :
- Galilée (savant)[4],[5],[6],[7],
- Isaac Newton[8],[9]
- Nicolas Copernic[10],
- Johannes Kepler[11],[12],
- Albert Einstein[13]
- Charles Darwin[14].
- Xénophon - Constitution des Lacédémoniens[15]
- Aristophane - comédies[16]
- Euclide - Éléments [17]
- William Shakespeare - la plupart de ses pièces[18]
- Benjamin Franklin - ses œuvres majeures [19]

La collection comprend également  la plupart des Quartos de Shakespeare de la British Library, de la Bodleian Library, de la bibliothèque de l'Université d'Édimbourg et de la Bibliothèque nationale d'Écosse, ainsi que le Premier Folio de la bibliothèque Folger. Elle comprend des copies de la Bibliothèque du Congrès de l'Almanach du pauvre Richard par Benjamin Franklin, et d'autres éditions rares : une Bible de Gutenberg de 1455, le livre de William Harvey sur la circulation du sang, le Sidereus Nuncius de Galilée,, la première impression de la Déclaration des droits aux États-Unis et la Magna Carta.
.